# Белодед, Геннадий Григорьевич
Генна́дий Григо́рьевич Белоде́д (укр. Геннадій Григорович Білодід; род. 22 июля 1977, Киев) — украинский дзюдоист лёгкой весовой категории, выступал за сборную Украины на протяжении 2000-х годов. Участник трёх летних Олимпийских игр, бронзовый призёр чемпионата мира, двукратный чемпион Европы, победитель многих турниров национального и международного значения. Также известен как самбист.

## Биография
Родился 22 июля 1977 года в Киеве, Украинская ССР. Активно заниматься дзюдо начал с раннего детства, проходил подготовку в Киевском спортивном лицее-интернате под руководством тренеров Максима Кохненко и Виктора Кощавцева. Позже присоединился к киевскому спортивном обществу «Динамо».
На молодёжном уровне заявил о себе в сезоне 1996 года, когда выиграл бронзовую медаль на чемпионате в Португалии и выполнил тем самым норматив мастера спорта международного класса. Год спустя в Любляне повторил это достижение, а в 2000 году дебютировал на взрослом чемпионате Европы, где занял пятое место.
Благодаря ряду удачных выступлений удостоился права защищать честь страны на летних Олимпийских играх 2000 года в Сиднее — в стартовом поединке взял верх над кубинцем Эктором Ломбардом, в будущем бойцом ММА, затем во втором раунде прошёл казаха Асхата Шахарова, однако на стадии четвертьфиналов потерпел поражение от представителя Белоруссии Анатолия Ларюкова. В утешительных поединках за третье место уступил французскому борцу Ферриду Хедеру и таким образом в число призёров не попал.
Первого серьёзного успеха на взрослом международном уровне добился в 2001 году, когда попал в основной состав украинской национальной сборной и побывал на чемпионате Европы в Париже, откуда привёз награду золотого достоинства, выигранную в зачёте лёгкого веса. Два года спустя на европейском первенстве в немецком Дюссельдорфе вновь одержал победу. Будучи одним из лидеров дзюдоистской команды Украины, благополучно прошёл квалификацию на Олимпийские игры 2004 года в Афинах — вновь одолел первых двоих соперников и проиграл в четвертьфинале — на сей раз его выбил из турнирной сетки кореец Ли Вон Хи, который в итоге и стал олимпийским чемпионом. В утешительном четвертьфинале также потерпел поражение от американца Джимми Педро.
В 2005 году Белодед выступил на чемпионате мира в Каире, где стал бронзовым призёром. Представлял страну на Олимпийских играх 2008 года в Пекине — здесь взял верх над титулованным россиянином Саламу Межидовым, после чего проиграл таджику Расулу Бокиеву. В утешительных поединках успеха не добился, прошёл двоих оппонентов и был побеждён третьим, бразильцем Леандру Гильейру.
После пекинской Олимпиады Геннадий Белодед ещё в течение некоторого времени оставался в основном составе украинской национальной сборной по дзюдо и продолжал принимать участие в крупнейших международных турнирах. Последний раз показал сколько-нибудь значимый результат на международной арене в сезоне 2010 года, когда выиграл бронзовую медаль на открытом турнире в Нью-Йорке. Вскоре, по окончании этих соревнований, принял решение завершить карьеру профессионального спортсмена, уступив место в сборной молодым украинским дзюдоистам. За выдающиеся спортивные достижения удостоен почётных званий «Заслуженный мастер спорта Украины» и «Заслуженный работник физической культуры и спорта Украины».
Имеет высшее образование, в 1999 году окончил Каменец-Подольский государственный педагогический университет (ныне Каменец-Подольский национальный университет имени Ивана Огиенко). В настоящее время работает тренером по дзюдо.
Его жена Светлана Кузнецова — мастер спорта СССР по дзюдо, чемпионка молодёжного первенства СССР, победительница чемпионатов вооружённых сил, чемпионка Украины. Дочь Дарья — чемпионка мира и Европы по дзюдо.

## Награды
- Орден «За заслуги» III степени (16 августа 2021) — за достижение высоких спортивных результатов на ХХХІІ летних Олимпийских играх в  городе Токио (Япония), проявленные самоотверженность и волю к победе[7].